# The Big Come Up
The Big Come Up ist das Debütalbum der US-amerikanischen Band The Black Keys.
Es erschien 2002 auf CD und LP bei Alive Records und wird den Genres Bluesrock und Garage Rock zugerechnet.

## Entstehungsgeschichte und Musikstil
Das Album wurde zwischen Januar und März 2002 in Patrick Carneys privatem Tonstudio in Akron, Ohio eingespielt. Für die Aufnahmen wurde sogenanntes Lo-Fi-Equipment verwendet. Dan Auerbach spielte u. a. hierfür über einen alten Ampeg Gemini II Verstärker und nutzte zusätzlich für verschiedene Fuzz-Sounds ein MFZ-1 Effektgerät der Marke Maestro.

Die Kompositionen auf The Big Come Up sind stilistisch von Delta Blues -Musikern, wie Junior Kimbrough und R. L. Burnside, inspiriert. Jedoch lassen sich auch weitere musikalische Elemente aus Funk, Soul, und Hard Rock erkennen.

## Besonderheiten der LP-Version
Die Vinyl-Ausgabe von The Big Come Up enthält neben einer Coverversion des Songs No Fun von The Stooges auch alternative Versionen der Titel She Said, She Said, Heavy Soul und Yearnin’, die gegenüber ihrem Pendant der CD-Version im Tempo oder der Phrasierung einzelner Ton- bzw. Akkordfolgen variieren.
Des Weiteren veröffentlichte Alive Records, in regelmäßigen Abständen limitierte Ausgaben auf verschieden farbigem Vinyl.

## Trackliste
Alle Songs (außer *) auf The Big Come Up stammen von Dan Auerbach und Patrick Carney.

### CD-Version
| #  | Titel                                             | Länge |
| -- | ------------------------------------------------- | ----- |
| 1  | Busted* R. L. Burnside im Original „Skinny Woman“ | 2:33  |
| 2  | Do the Rump* Junior Kimbrough                     | 2:37  |
| 3  | I’ll Be Your Man                                  | 2:20  |
| 4  | Countdown                                         | 2:38  |
| 5  | The Breaks                                        | 3:02  |
| 6  | Run Me Down* McKinley Morganfield                 | 2:27  |
| 7  | Leavin’ Trunk* trad.                              | 3:00  |
| 8  | Heavy Soul                                        | 2:08  |
| 9  | She Said, She Said* John Lennon, Paul McCartney   | 2:32  |
| 10 | Them Eyes                                         | 2:23  |
| 11 | Yearnin’                                          | 1:58  |
| 12 | Brooklyn Bound                                    | 3:11  |
| 13 | 240 Years Before Your Time                        | 23:20 |

### LP-Version
Seite A:
| # | Titel                                                          | Länge |
| - | -------------------------------------------------------------- | ----- |
| 1 | Busted* R. L. Burnside im Original „Skinny Woman“              | 2:33  |
| 2 | Do the Rump* Junior Kimbrough                                  | 2:37  |
| 3 | I’ll Be Your Man                                               | 2:20  |
| 4 | Countdown                                                      | 2:38  |
| 5 | The Breaks                                                     | 3:02  |
| 6 | Run Me Down* McKinley Morganfield                              | 2:27  |
| 7 | She Said, She Said* (alt. Version) John Lennon, Paul McCartney | 2:32  |

Seite B:
| #  | Titel                                                                           | Länge |
| -- | ------------------------------------------------------------------------------- | ----- |
| 8  | Heavy Soul (alt. Version)                                                       | 2:38  |
| 9  | Yearnin’ (alt. Version)                                                         | 2:27  |
| 10 | No Fun* (nur auf Vinyl) Dave Alexander, Ron Asheton, Scott Asheton und Iggy Pop | 2:33  |
| 11 | Them Eyes                                                                       | 2:23  |
| 12 | Leavin’ Trunk* trad.                                                            | 2:57  |
| 13 | Brooklyn Bound                                                                  | 3:11  |
| 14 | 240 Years Before Your Time                                                      | 2:57  |

## Singles
Im Jahr 2003 erschien eine auf 1.000 Stück limitierte 7" Vinyl-Ausgabe der Titel Leavin’ Trunk und She Said, She Said beim Independent-Label Isota Records.

## Rezeption
The Big Come Up erhielt überwiegend positive Beachtung von der Fachpresse. Insbesondere die soundtechnische Konzeption und die Arrangements der einzelnen Musikstücke überzeugten die Kritiker.
- „And therein lies the key to The Black Keys’ brilliance – the ability to make exciting new tunes sound raw and well-travelled, without falling into lame pastiche or parody.“ – Ross Bennett, Mojo[9]
- „…A righteous choice for rock debut of the year.“ – Peter Relic, Rolling Stone[10]
- „They have already figured out how to be cool and aggressive at the same time- their music evokes both wood paneling and broken glass.“ – Chuck Klosterman, Spin[11]